# Петербург (художественная группа)
Петербу́рг — художественная группа, существовавшая в Ленинграде в 1960-х — 1970-х годах.
Предыстория группы начинается в 1964 году, с выставки в Эрмитаже пяти художников: Вал. Кравченко, Владимира Уфлянда, Вл. Овчинникова, Михаила Шемякина и Олега Лягачева. (Официальное название этой выставки — «Выставка художников-рабочих хозяйственной части Эрмитажа. Навстречу 200-летию Эрмитажа»).
Выставка была открыта 30—31 марта 1964 года и 1 апреля арестована властями. Директор Эрмитажа М. И. Артамонов был снят со своей должности.
В 1967 году написан «Манифест группы Петербург», подписанный М. Шемякиным, О. Лягачевым, Евг. Есауленко и Вл. Ивановым. Несколько ранее Вл. Ивановым и М. Шемякиным написано теоретическое эссе «Метафизический синтетизм». Группа отдавала предпочтение натюрморту, стилистическим поискам и иллюстрации.
М. Шемякин в своей живописи реализует идеи «метафизического синтетизма». В графике им созданы иллюстрации к произведениям Э. Т. А. Гофмана, к «Преступлению и наказанию» Ф. М. Достоевского; он также работает в технике раскрашенной акварелью гравюры.
С 1968 году О. Лягачев увлекается семиотическими поисками и вырабатывает свой визуально-орнаментальный стиль; для этого стиля характерны такие живописные работы, как «Кафка», «Интимений — ХХ» (обе — 1973), «Композиция — канон» (1975).
К группе относят обычно таких художников, как Анатолий Васильев, мастер живописных фактур и технических импровизаций и Вл. Макаренко, миниатюрист и метафизический живописец. К идеям группы одно время были близки живописцы Ан. Путилин и Андрей Геннадиев.
В 1971 году М. Шемякин эмигрирует во Францию, позже — в США.
О. Лягачев и Ан. Васильев участвуют в выставках художников-нонконформистов в ДК им. Газа и ДК «Невский» в 1974—1975 годах. В 1975 году О. Лягачев эмигрирует во Францию.
Группа не имела совместных выставок и распалась в 1979 году.